# Born into Brothels
Born into Brothels: Calcutta's Red Light Kids (bra: Nascidos em Bordéis) é um documentário de 2004 dos Estados Unidos feito em coprodução com a Índia que fala sobre os filhos de prostitutas em Sonagachi, distrito da Luz Vermelha, em Calcutá. O filme aclamado, escrito e dirigido por Zana Briski e Ross Kauffman, ganhou o Oscar de melhor documentário de longa-metragem.

## Enredo
Briski, é uma fotógrafa  documental, foi para Kolkata para fotografar prostitutas. Enquanto estava lá, ela fez amizade com seus filhos e se ofereceu para ensinar as crianças fotografia de retribuir serem autorizados a fotografar suas mães. As crianças  receberam câmeras para que  eles pudessem aprender a fotografar e possivelmente melhorar suas vidas.
Suas fotos mostrava uma vida no distrito da luz vermelha através dos olhos das crianças que geralmente são negligenciadas e não tem folga por fazerem tarefas em casa até que elas foram capazes de contribuir mais  significativamente para o bem estar da família.
Grande parte do seu trabalho foi usado no filme, os cineastas registrou as classes, bem como a vida diária no distrito da luz  vermelha. O trabalho infantil foi  exibido, e um rapaz foi mesmo  enviado para uma conferência de fotografia em Amsterdã.
Briski também gravou seus esforços para colocar os filhos em internatos, embora muitas das crianças acabam por não ficar muito tempo nas escolas que foram colocadas. Outros, como Avijit e Kochi não só passaram a continuar com a sua educação, mas foram bem classificadas.

## Atualmente

### Crianças
Os cineastas afirmam que a vida das crianças que aparecem em Born into Brothels foram transformadas pelo dinheiro ganho com a venda de fotos e um livro sobre eles. Ross Kauffman, co-diretor do documentário, diz que o valor recebido foi de 100 mil dólares dos Estados Unidos (cerca de 4.5 milhões de rupias), que vai pagar a taxa de matrícula de uma escola na Índia para os filhos das prostitutas.
Quando o filme foi indicado ao Oscar, os diretores levaram as crianças para a premiação em Los Angeles e tentaram reabilita-las. Puja, estava no colégio, o restante recebeu uma oferta para ficar e estudar nos Estados Unidos. Alguns conseguiram, mas
Puja, (conhecida hoje como Preeti) virou prostituta um ano depois que esteve presente na premiação, citando: "Tia (Zana Briski) deu um monte de dinheiro através de um cheque para minha mãe e pediu-lhe para me liberar, mas ela não quis. Eu como uma garota e apenas uma criança e minha mãe não me deixou ir."
"Nessa idade, eu tenho um  apartamento em Salt Lake, um laptop, telefones caros e muito  dinheiro. O que me falta? [...] Tia Zana e eu estamos em contato por e-mail. Ela estava chateada comigo também, por ter juntado-me ao comércio como a minha mãe, algo que ela queria me salvar. Mas este comércio tem  realmente valido a pena para mim."
Abhijit e outra menina do filme, entraram para estudar na Universidade de Nova Iorque. Outros dois estão estudando no Future Hope, que é gerido por uma instituição de caridade. Um se casou enquanto outra garota,  que estava em uma ONG financiada internacionalmente,  desapareceu.

### Novos projetos
Briski iniciou uma organização sem fins lucrativos para continuar este tipo de trabalho em outros países, com o nome Kids with Cameras. Um filme está sendo feito sobre a história de vida de um trio de de irmãs, chamada Shaveta, Khushboo e Himani, nascidos em um dos bordéis de Haryana.
Em novembro de 2006, Kids with Cameras forneceu uma atualização sobre muitas das condições das crianças, afirmando que eles haviam entrado escolas ou  universidades na Índia e nos  Estados Unidos ou encontrado  emprego fora da prostituição. Kids With Cameras continua a trabalhar para melhorar as vidas das crianças do distrito da luz vermelha de Calcutá com o plano de construir a Hope House.
Em 2004, a React to Film organizou uma triagem para Born into Brothels na SoHo  House em Manhattan, Nova Iorque. Em 2010, a diretora do filme, Zana Briski, se juntou ao conselho consultivo da React to Film.

## Recepção
No site agregador de críticas Rotten Tomatoes, 95% das 107 resenhas dos críticos são positivas. O consenso do site diz: "Um documentário poderoso e inspirador" O Metacritic, que usa uma média ponderada, atribuiu ao filme uma pontuação de 78 em 100, baseado em 32 críticos, indicando críticas "geralmente favoráveis".